# ACT-R
ACT-R(Adaptive Control of Thought--Rational, 합리적-사고의 적응적 제어) 또는 ACT-R 모델(ACT-R model)은 카네기멜론 대학의 존 R. 앤더슨(John Robert Anderson)을 중심으로 하여 개발된 인지 아키텍처이다. 다른 인지 아키텍처와 마찬가지로, ACT-R은 인간의 마음을 이루는 기본적인 인식과 지각의 조작을 정의하는 것을 목표로 하고 있다. 이론적으로 인간이 수행할 수 있는 과제는 그러한 각각의 조작의 연속으로 이뤄져 있다.
ACT-R의 바탕에 깔린 가정의 대부분은  인지신경과학의 진보에 촉발된 것으로,  ACT-R은 각각의 처리 모듈에서 인식이 생겨나도록 뇌가 스스로 조직하는 과정을 설명하는 방식으로 볼 수 있다.

## 영향
다른 많은 인지 아키텍처와 같이 ACT-R은 앨런 뉴웰(Allen Newell)의 통합인지이론에 영향을 받았다. 실제로 존 R. 앤더슨은 자신의 이론을 세우는데 가장 큰 영향을 준 인물로 앨런 뉴웰을 들고 있다.

## ACT-R의 기본 개념
다른 유력한 인지 아키텍처 (Soar, CLARION, EPIC 등)과 같이, ACT-R 이론에는 전용언어를 번역하기 위한 인터프리터 구현체가 있다. 인터프리터 자체는 리스프로 작성되어 있고, 대부분의 리스프 배포판에서 실행가능하다.
따라서, 연구자가 ACT-R의 웹사이트에서 코드를 다운로드해서 리스프 시스템으로 실행시키면, ACT-R 인터프리터의 형식으로 그 이론을 접할 수 있게 되어 있다.
또한, 이것에 따라 ACT-R언어의 스크립트라는 형식으로 인간의 인지모델을 지정하는 것도 가능하다. 언어의 기본 요소와 자료형은 인지에 관련된 이론적 가정을 반영하도록 설계되어 있다. 이러한 가정은 인지심리학의 실험과 PET, fMRI등 뇌영상처리에서 얻어진 많은 지식에 바탕을 두고 있다.

## 같이 보기
- 연결주의 모델